# New England Patriots 1982
La stagione 1982 dei New England Patriots è stata la 13ª della franchigia nella National Football League, la 23ª complessiva e la prima con Ron Meyer come capo-allenatore. A causa di uno sciopero dei giocatori durato 57 giorni furono disputate solamente nove partite. Quell'anno non ci furono classifiche di division e venne temporaneamente ampliato il numero di squadre qualificate per i playoff. La stagione si concluse con un bilancio di cinque vittorie e quattro sconfitte, al settimo posto della AFC.  

## Calendario
| Turno    | Avversario             | Risultato | Punteggio | Pubblico |
| -------- | ---------------------- | --------- | --------- | -------- |
| 1        | at Baltimore Colts     | V         | 24–13     | 39,055   |
| 2        | New York Jets          | S         | 7–31      | 53,515   |
| 3        | at Cleveland Browns    | S         | 7–10      | 51,781   |
| 4        | Houston Oilers         | V         | 29–21     | 33,602   |
| 5        | at Chicago Bears       | S         | 13–26     | 36,973   |
| 6        | Miami Dolphins         | V         | 3–0       | 25,716   |
| 7        | at Seattle Seahawks    | V         | 16–0      | 53,457   |
| 8        | at Pittsburgh Steelers | S         | 14–37     | 51,515   |
| 9        | Buffalo Bills          | V         | 30–19     | 36,218   |
| Wildcard | at Miami Dolphins      | S         | 13–28     | 68,842   |

## Classifiche
| AFC East                | AFC East | AFC East | AFC East | AFC East | AFC East | AFC East | AFC East | AFC East | AFC East |
|                         | V        | S        | P        | %        | DIV      | CONF     | PF       | PS       | Str.     |
| ----------------------- | -------- | -------- | -------- | -------- | -------- | -------- | -------- | -------- | -------- |
| Miami Dolphins(2)       | 7        | 2        | 0        | .778     | 6–1      | 6–1      | 198      | 131      | V3       |
| New York Jets(6)        | 6        | 3        | 0        | .667     | 2–2      | 2–3      | 245      | 166      | S1       |
| New England Patriots(7) | 5        | 4        | 0        | .556     | 3–1      | 5–3      | 143      | 157      | V1       |
| Buffalo Bills           | 4        | 5        | 0        | .444     | 1–3      | 3–3      | 150      | 154      | S3       |
| Baltimore Colts         | 0        | 8        | 1        | .056     | 0–5–0    | 0–7–0    | 113      | 236      | S2       |

| Los Angeles Raiders(1)  | 8 | 1 | 0 | .889 | 260 | 200 | V5 |
| Miami Dolphins(2)       | 7 | 2 | 0 | .778 | 198 | 131 | V3 |
| Cincinnati Bengals(3)   | 7 | 2 | 0 | .778 | 232 | 177 | V2 |
| Pittsburgh Steelers(4)  | 6 | 3 | 0 | .667 | 204 | 146 | V2 |
| San Diego Chargers(5)   | 6 | 3 | 0 | .667 | 288 | 221 | S1 |
| New York Jets(6)        | 6 | 3 | 0 | .667 | 245 | 166 | S1 |
| New England Patriots(7) | 5 | 4 | 0 | .556 | 143 | 157 | V1 |
| Cleveland Browns(8)     | 4 | 5 | 0 | .444 | 140 | 182 | S1 |
| Buffalo Bills           | 4 | 5 | 0 | .444 | 150 | 154 | S3 |
| Seattle Seahawks        | 4 | 5 | 0 | .444 | 127 | 147 | V1 |
| Kansas City Chiefs      | 3 | 6 | 0 | .333 | 176 | 184 | V1 |
| Denver Broncos          | 2 | 7 | 0 | .222 | 148 | 226 | S3 |
| Houston Oilers          | 1 | 8 | 0 | .111 | 136 | 245 | S7 |
| Baltimore Colts         | 0 | 8 | 1 | .056 | 113 | 236 | S2 |